# Ешленд (Іллінойс)
Ешленд (англ. Ashland) — селище (англ. village) в США, в окрузі Кесс штату Іллінойс. Населення — 1218 осіб (2020).

## Географія
Ешленд розташований за координатами 39°53′19″ пн. ш. 90°0′29″ зх. д. / 39.88861° пн. ш. 90.00806° зх. д. (39.888579, -90.008036).  За даними Бюро перепису населення США в 2010 році селище мало площу 1,90 км², уся площа — суходіл.

## Демографія
Згідно з переписом 2010 року, у селищі мешкали 1333 особи в 546 домогосподарствах у складі 373 родин. Густота населення становила 700 осіб/км².  Було 590 помешкань (310/км²).
Расовий склад населення:
| - 98,4 % — білих - 0,4 % — корінних американців - 0,4 % — чорних або афроамериканців - 0,1 % — азіатів |

До двох чи більше рас належало 0,6 %. Частка іспаномовних становила 0,5 % від усіх жителів.
За віковим діапазоном населення розподілялося таким чином: 24,2 % — особи молодші 18 років, 59,5 % — особи у віці 18—64 років, 16,3 % — особи у віці 65 років та старші. Медіана віку мешканця становила 41,2 року. На 100 осіб жіночої статі у селищі припадало 95,2 чоловіків;  на 100 жінок у віці від 18 років та старших — 92,9 чоловіків також старших 18 років.
Середній дохід на одне домашнє господарство  становив 65 929 доларів США (медіана — 58 500), а середній дохід на одну сім'ю — 75 625 доларів (медіана — 71 000). Медіана доходів становила 42 500 доларів для чоловіків та 36 701 долар для жінок. За межею бідності перебувало 7,4 % осіб, у тому числі 13,5 % дітей у віці до 18 років та 6,3 % осіб у віці 65 років та старших.
Цивільне працевлаштоване населення становило 672 особи. Основні галузі зайнятості: освіта, охорона здоров'я та соціальна допомога — 28,3 %, роздрібна торгівля — 20,4 %, публічна адміністрація — 12,2 %, виробництво — 8,9 %.